# Pijnackeria masettii
Phasme de Masetti
Espèce
Pijnackeria masettii, le Phasme de Masetti, est une espèce de phasmes de la famille des Diapheromeridae.

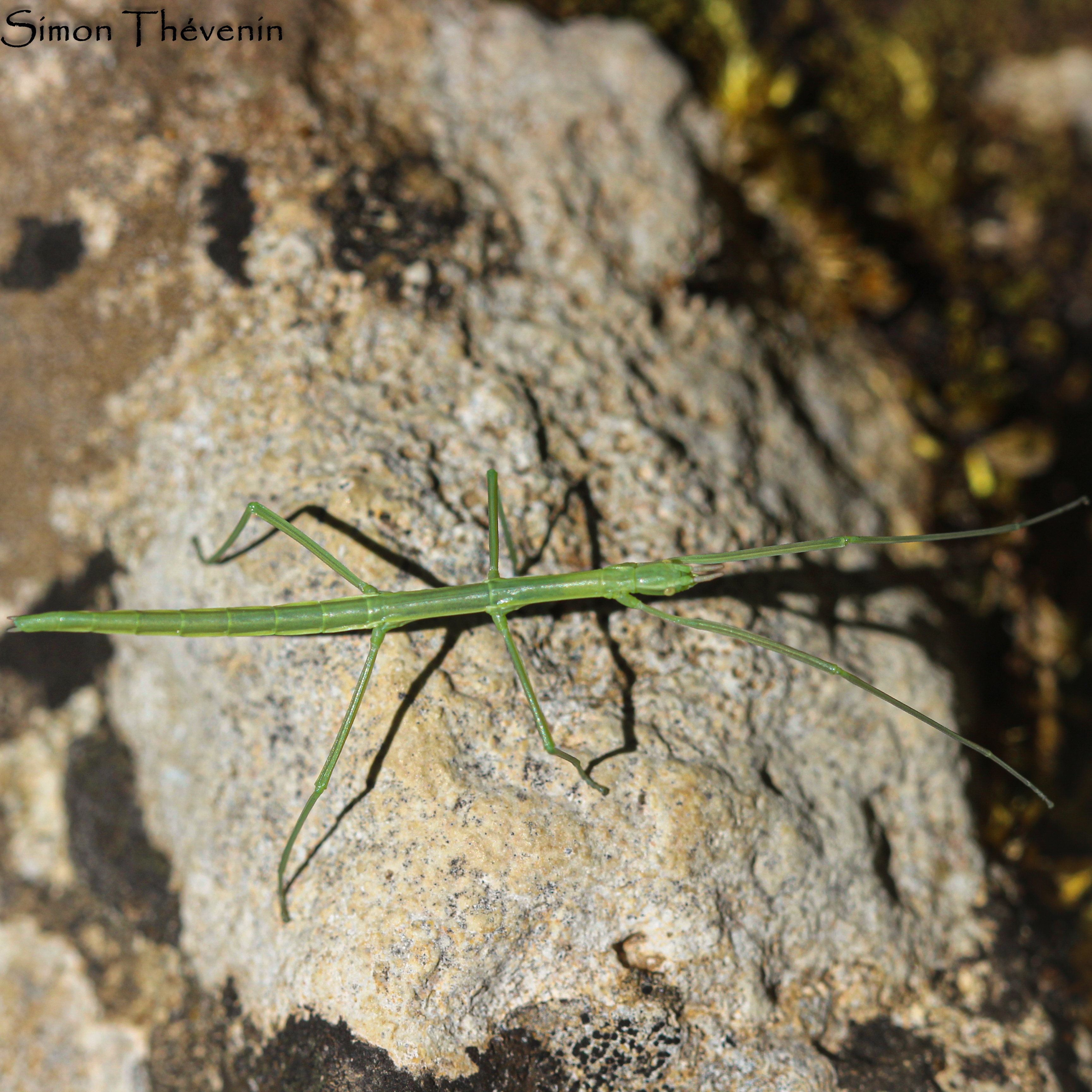
Vue dorsale de la larve stade III.

## Description
Il s'agit du plus petit phasme de France, mesurant 50 mm sans les pattes. Ses antennes sont très courtes et comprennent onze articles très irréguliers. Aptère, il n'a aucune épine sur le corps et les individus sont verts, bruns ou gris.

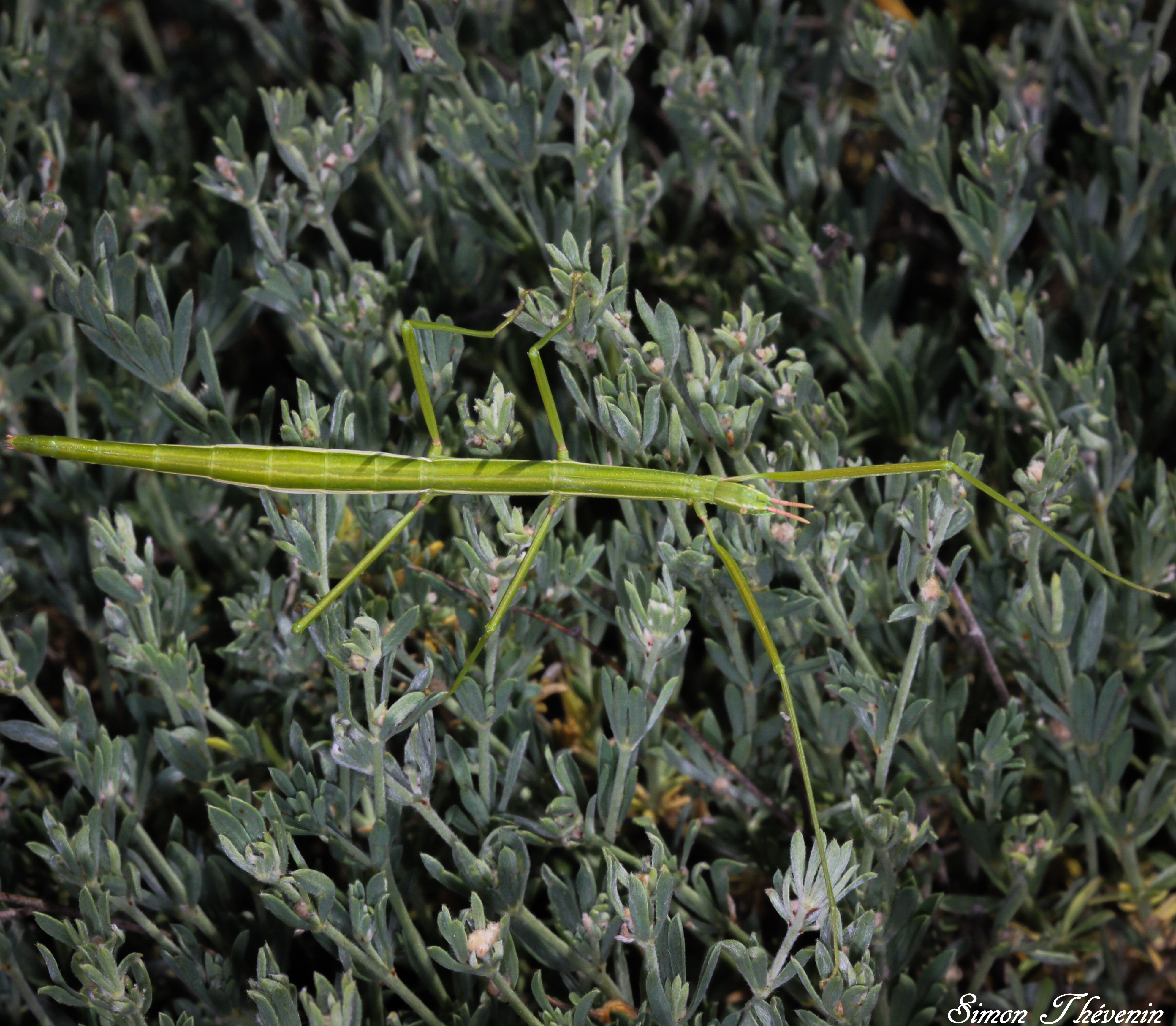
Pijnackeria masettii, femelle adulte sur Lotus pentaphyllum.

## Biologie
On le rencontre sur plusieurs plantes. Les jeunes naissent avec des antennes roses et une taille excédant à peine 1 centimètre. Les mâles sont extrêmement rares en France, les femelles se reproduisent principalement par parthénogenèse.

## Systématique
Le nom valide complet (avec auteur) de ce taxon est Pijnackeria masettii Scali (d), Milani (d) & Passamonti (d), 2013.
Ce taxon porte en français le nom vernaculaire ou normalisé suivant : Phasme de Masetti,.